# Vihorlat (hora)
Vihorlat (1076 m n. m.) je nejvyšší hora Vihorlatských vrchů na východě slovenského Prešovského kraje v okrese Humenné. Hora poskytuje dobré podmínky pro závěsné létání.

## Chráněné území
Vihorlat byl od roku 1986 národní přírodní rezervací. Ta byla 15. září 2020 zrušena a její území začleněno do přírodní rezervace Vihorlatský prales.